# Балешти (Васлуј)
Балешти (рум. Bălești) насеље је у Румунији у округу Васлуј у општини Козмешти. Oпштина се налази на надморској висини од 138 m.

## Становништво
Према подацима из 2002. године у насељу је живело 823 становника, од којих су сви румунске националности.